# 狄樓海
狄楼海（1874年—1938年），字观沧，山西猗氏（今临猗县）裴家营人。光绪进士，学者和政治人物。

## 年表
- 同治十三年（1874年）生。幼年在解县举人曲乃锐、曲乃钧门下启蒙。
- 庚子事件后，山西因“教案”一度停止开科取士，山、陕合闱，于陕西考取举人。
- 光绪二十九年（1903年）赴京癸卯科殿试，名列三甲一百七十一名，初在任刑部主事。
- 约光绪三十年（1904年），赴日本留学，期间受同乡王用宾、刘绵训、张起凤等人影响，加入同盟会。
- 宣统元年（1909年）归国，于京师大学堂任教。同年11月13日，与柳亚子等组织“南社”，为首批17名成员之一。
- 宣统二年（1910年），“交文惨案”发生，请御史胡思敬参劾，惩办肇事者，山西巡抚丁宝铨撤职留任。
- 辛亥革命後，以山西代表身份参加上海会议。南京中华民国临时政府成立，任特别宣慰使。
- 民国元年（1912年），任山西教育司司长，旋又当选国会众议员。
- 民国二年（1913年），因父丧“丁忧”返乡。期间，与本地人狄登云在村中药王庙倡办义学。
- 袁世凯谋求称帝，国会两复两罢后，与部分议员南下广州，参加护法运动，任国会非常会议议员。
- 民国十七年（1928年）8月，被聘为山西大学文学院教授，讲授国文、经学、词章学等课。
- 民国十九年（1930年）前后，辞去文学院教职，与赵戴文等成立道德学社山西分社，任社长。继又担任太原绥靖公署參議、山西文献委员会委员。
- 民国二十六年（1937年），返乡养老，次年于家中病逝。